# Манвелян, Манвел Гарегинович
Манвел Гарегинович Манвелян (арм. Մանվել Գարեգինի Մանվելյան; 1913—1985) — советский и армянский химик-органик, доктор химических наук, профессор, действительный член АН АрмССР (1963, член-корреспондент с 1953). Заслуженный деятель науки Армянской ССР (1967).

## Биография
Родился 26 сентября 1913 в городе Ван в Турции.
С 1931 по 1936 год обучался в Ереванском политехническом институте, ещё обучаясь в институте начал в нём работать с 1933 по 1946 год — лаборантом, аспирантом, ассистентом, доцентом и профессором. Одновременно с педагогической занимался и научной работой с 1934 по 1939 год в Армянском отделении ВНИИ минералогии и геологии и 
в Геологическом управлении АН АрмССР.
С 1940 по 1957 год на научной работе в Армянском филиале Химического института АН СССР в качестве научного сотрудника, с 1948 по 1957 год — заведующего сектором неорганической химии. С 1957 по 1975 год на научной работе в Институте общей и неорганической химии АН АрмССР: с 1957 по 1968 год — директор, с 1968 по 1970 год  — заместитель директора по науке, с 1970 по 1975 год вновь директор этого института. Одновременно с основной занимался и политической деятельностью являясь — депутатом Верховного Совета Армянской ССР IV и V созывов.

### Научно-педагогическая деятельность и вклад в науку
Основная научно-педагогическая деятельность М. Г. Манвеляна была связана с вопросами в области органической химии, занимался исследованиями химии стекла, керамики и глинозёма. М. Г. Манвелян являлся разработчиком способа переработки нефелиновых сиенитов (1948), им были созданы новые матлы — карбонизированные метасиликаты кальция, пущенные в производство для производства хрусталя и различных технических стёкол (1952), под его руководством была разработана технология производства бесхлорного калиевого удобрения, получившее название Манвеляна удобрение (1969). 
В 1939 году защитил кандидатскую диссертацию, в 1949 году — докторскую. В 1953 году ему присвоено учёное звание профессор. В 1953 году был избран член-корреспондентом, а в 1963 году — действительным членом АН АрмССР. М. Г. Манвеляном было написано более двухсот научных работ, опубликованных в ведущих научных журналах, а также несколько монографий .
Скончался 11 октября 1985 года в Ереване.

## Основные труды
- Электроварка стекла / М. Г. Манвелян, А. Ф. Мелик-Ахназарян, К. А. Костанян и др. - Ереван : Айпетрат, 1962. - 222 с.
- Химия и технология глинозема: [Труды Третьего Всесоюз. совещания по химии и технологии глинозема. 21-30 сент. 1960 г.] / Науч.-исслед. ин-т химии ; [Отв. ред. акад. М. Г. Манвелян]. - Ереван : [б. и.], 1964. - 532 с.
- Обескремнивание щелочных алюминатных растворов / М. Г. Манвелян, А. А. Ханамирова ; АН АрмССР. Ин-т общей и неорган. химии. - Ереван : Изд-во АН АрмССР, 1973. - 300 с.
- Стеклообразное состояние: Электр. свойства и строение стекла : Труды III всесоюз. симпозиум, 16-18 мая 1972 г., Ереван / [Редколлегия: ... М. Г. Манвелян (отв. ред.) и др.] ; Гос. ком. Совета Министров СССР по науке и технике. АН СССР. АН АрмССР. - Ереван : Изд-во АН АрмССР, 1974. - 223 с.
- Спектроскопия активированных фторобериллатных стекол / А. А. Маргарян, М. Г. Манвелян ; АН АрмССР. Ин-т общей и неорган. химии. - Ереван : Айастан, 1974. - 133 с[4]

## Награды и звания
- Орден Трудового Красного Знамени
- Орден «Знак Почета»
- Заслуженный деятель науки Армянской ССР (1970)[2]

## Память
- В 1998 году имя М. Г. Манвеляна было присвоено Институту общей и неорганической химии[2][3]